# FISPQ
 Ficha de Informação de Segurança para Produtos Químicos são normas de uso obrigatório nas embalagens de produtos químicos como tintas, solventes entre outros, cuja finalidade é a de informar sobre os procedimentos de segurança, riscos a integridade física, saúde, acidentes, formas de armazenar, transportar, combate ou neutralização a intoxicação ao fogo ou ações de emergências.
Este documento hoje no Brasil é definido pela NBR 14725-4, pela NR-20 e NR-26 de Segurança do Trabalho.
“26.2.3 O fabricante ou, no caso de importação, o fornecedor no mercado nacional deve elaborar e tornar disponível ficha com dados de segurança do produto químico para todo produto químico classificado como perigoso.”
“26.2.3.1 O formato e conteúdo da ficha com dados de segurança do produto químico devem seguir o estabelecido pelo Sistema Globalmente Harmonizado de Classificação e Rotulagem de Produtos Químicos (GHS), da Organização das Nações Unidas.”
“26.2.3.2 Os aspectos relativos à ficha com dados de segurança devem atender ao disposto em norma técnica oficial vigente.”